# Abdolreza Madjderey
Abdolreza Madjderey (auch Reza Madjderey; * 14. Juli 1940 in Tūs/Razavi-Chorasan in Iran; † 4. August 2017) war ein iranischer Psychiater und Psychotherapeut, Autor, Übersetzer und Lyriker.

## Leben

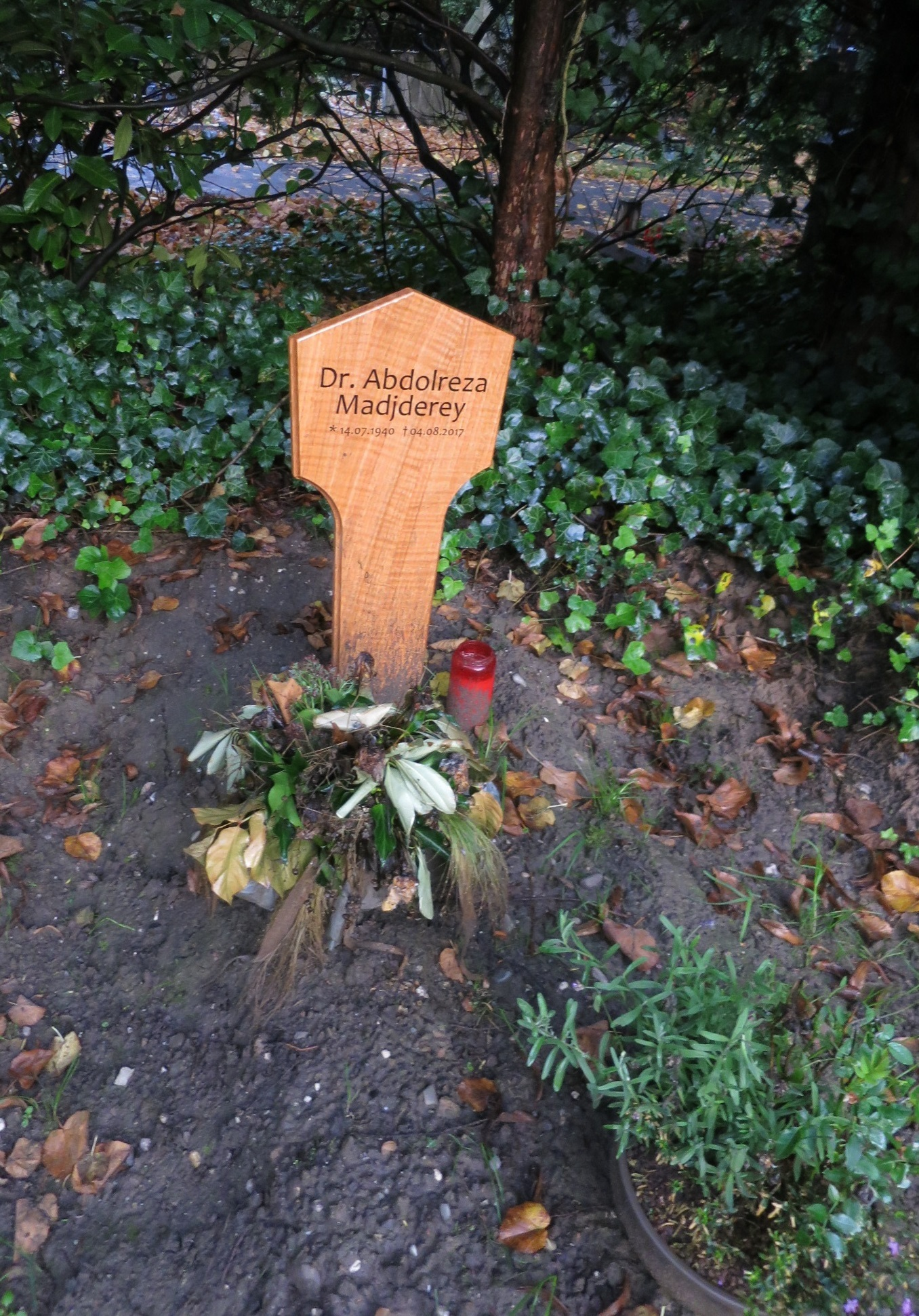
Grab auf Melaten-Friedhof

Geboren wurde er in Tūs in der Nähe von Maschhad im nordöstlichen Iran. Seine Kindheit verbrachte er in Teheran und ging dort bis zum Abitur zur Schule. Seine ersten literarischen Aktivitäten begannen mit 12, 13 Jahren, als er einen Artikel über den persischen Dichter Farrochi-yardi in der damals bedeutendsten  Tageszeitung Teherans veröffentlichte. Von seinem Vater, der selbst Gedichte  verfasste, wurde er zum Weiterschreiben ermuntert. Sechzehnjährig sammelte er Biografien und Gedichte seines „Geburtslandes“ Chorasan, dessen Hauptstadt Maschhad war. In seiner Schule übernahm er die Aufgabe, interessierten Mitschülern die Regeln der Dichtkunst nahezubringen. Er selbst schrieb hauptsächlich klassische persische Lyrik und ab und an für entsprechende Zeitungen satirisch-politische Dichtung.
1959 ging Madjderey nach Deutschland, um in Freiburg im Breisgau Medizin zu studieren. Er legte sein  Staatsexamen in Erlangen ab, promovierte in Düsseldorf und arbeitete bis 1976 als Nervenarzt in Krankenhäusern. Danach ließ er sich  in Wermelskirchen als Nervenarzt und Psychotherapeut nieder.
Madjderey gab ab 1989 in Köln die persisch-deutsche Zeitschrift Borsuye. Zeitschrift für Medizin u. Kultur (Sohrab Kulturverlag) heraus, die sich später umbenannte in Borsuye, Zeitschrift für Kultur und Wissenschaft.
Seine Grabstätte befindet sich auf dem Kölner Friedhof Melaten (Flur 100).

## Werke
- Rheinisches Landeskrankenhaus Brauweiler, medizinisch-historische Entwicklung und aktuelle Situation. Medizinische Dissertation an der Universität Düsseldorf 1977 DNB 780796721.
- Vergangenheitsplanung – Ist Psychoanalyse eine beduinische Behandlungsmethode? Verlag Traugott Bautz, Nordhausen 2009, ISBN 978-3-88309-505-9.
- Normopathen: die eingebildeten Gesunden. Frechen 2003, ISBN 3-925819-17-7;  ATE, Münster / Berlin 2010, ISBN 3-925819-17-7 (Band 1), Band 2:  Gibt es ein Leben vor dem Tod? ATE, Münster / Berlin 2010, ISBN 3-89781-177-4.
- Ist Gott an allem schuld? Archetypale Konsequenzen; Konsanguinität beduinischer Religionen. ATE, Berlin / Münster 2012, ISBN 978-3-89781-205-5.

Belletristik und Übersetzungen aus dem Persischen
- Wüstenkuss / Lyrik (Keim 1979)
- Mutter, dein Tod / Lyrik (1982)
- Traumcondor / Lyrik (1983; deutsch/persisch)
- Keine Heimat für Nachtigallen / Lyrik (Bln 1986 LzA 22)
- Der Klang der Wasserschritte / Lyrik (1990)
- Fremdwortlegionär. 1991, ISBN 3-925819-05-3
- Die Gathas des Sartoscht, ins Deutsche übertragen, Verlag Traugott Bautz, Nordhausen 2009, ISBN 978-3-88309-512-7.
- Spuren iranischer Sprache in den Sprachen der Welt
- Hafes, ein iranischer Dichter (1324–1389)

Zeitschriftenaufsätze
- Einflüsse der persischen Sprache auf die arabische Sprache (BORSUYE 1989–2008)
- Nouruz, das iranische Neujahrsfest (BORSUYE 1989–2008)
- Iran, Beispiel für multikulturelle Gesellschaft (BORSUYE 1989–2008)
- Der zarathustrische Glaube von Tagore  (Übersetzung) (BORSUYE 1989–2008)
- 3000 Jahre Jerusalem (BORSUYE 1989–2008)
- Olympiade, eine Frauenfeier wurde zur Männersache (BORSUYE 1989–2008)
- Dariusch, der Große (BORSUYE 1989–2008)
- Waren die drei hl. Könige Zarthustrier? (BORSUYE 1989–2008)
- Opium, Geschichte einer Droge (BORSUYE 1989–2008)
- Kölner Kinderkreuzzug (BORSUYE 1989–2008)
- Dr. med. Jesus Christus (BORSUYE 1989–2008)
- Nelly Sachs (BORSUYE 1989–2008) u. a.